# Отворено првенство Малезије у тенису за жене 2011.
Отворено првенство Малезије 2011. био је професионални тениски турнир за жене, који се играо на отвореним теренима са тврдом подлогом. Турнир се играо 2. пут, и представљао је дио међународне серије турнира. Играо се у Куала Лумпуру, у Малезији, од 28. фебруара до 6. марта 2011. Спонзор турнира био је BMW.

## Учеснице

### Носиоци
| Држава     | Тенисерка          | Ранг1 | Носилац |
| ---------- | ------------------ | ----- | ------- |
| Италија    | Франческа Скјавоне | 5     | 1       |
| Француска  | Марион Бартоли     | 18    | 2       |
| Русија     | Алиса Клејбанова   | 20    | 3       |
| Аустралија | Јармила Грот       | 31    | 4       |
| Чешка      | Луција Шафаржова   | 35    | 5       |
| Јапан      | Ајуми Морита       | 48    | 6       |
| Јапан      | Кимико Дате Крум   | 53    | 7       |
| Србија     | Бојана Јовановски  | 55    | 8       |

- 1 Ранг на ВТА листи од 21. фебруара 2011.

### Остале учеснице
Тенисерке које су добиле специјалне позивнице организатора за учешће на турниру:
- Јармила Грот
- Уршула Радвањска
- Франческа Скјавоне

Тенисерке које су до главног жреба доспјеле играјући квалификације:
- Ана Кремер
- Лу Линђинг
- Тетјана Лужанска
- Сун Шенгнан

## Побједнице

### Појединачно
Јелена Докић је побиједила  Луцију Шафаржову, 2–6, 7–6(9), 6–4.
- Била је то прва титула за Докићеву у сезони, а шест у њеној каријери. Била је то њена прва титула још од када је освојила Бирмингем 2002.

### Парови
Динара Сафина и  Галина Воскобојева су побиједиле  Нопаван Лерчивакарн и  Џесику Мур, 7–5, 2–6, [10–5].